# Europees-mediterrane kampioenschappen boogschieten 1998 (indoor)
De Europees-mediterrane kampioenschappen indoorboogschieten 1998 waren door de European & Mediterranean Archery Union (EMAU) georganiseerde kampioenschappen voor boogschutters. De zesde editie van de Europese kampioenschappen vond plaats in het Duitse Oldenburg van 3 tot en met 8 maart 1998.

## Resultaten

### Recurve

#### Individueel
|        | Heren          | Dames             |
| ------ | -------------- | ----------------- |
| Goud   | Lionel Torrés  | Deniz Gunay       |
| Zilver | Matteo Bisiani | Katarzyna Klata   |
| Brons  | Henk Vogels    | Almudena Gallardo |

#### Team
|        | Heren                                            | Dames                                           |
| ------ | ------------------------------------------------ | ----------------------------------------------- |
| Goud   | Matteo Bisiani Ilario Di Buò Mario Casavrecchia  | Kateryna Palekha Olena Sadovnycha Iliona Babicz |
| Zilver | Michael Frankenberg Alexander Froese Erich Kloos | Deniz Gunay Elif Altınkaynak Natalia Nasaridze  |
| Brons  | Josep Reche Antonio Vásquez J-A Amador-Marin     | Sandra Sachse Barbara Mensing Cornelia Pfohl    |

### Compound

#### Individueel
|        | Heren            | Dames          |
| ------ | ---------------- | -------------- |
| Goud   | Dominique Giroud | Valerie Fabre  |
| Zilver | Michael Peart    | Nicole Simpson |
| Brons  | Cedric Van Elven | Sophie Cordier |

#### Team
|        | Heren                                       | Dames                                             |
| ------ | ------------------------------------------- | ------------------------------------------------- |
| Goud   | Dominique Giroud David López Patrizio Hofer | Valerie Fabre Sophie Cordier Cecilia Ploquin      |
| Zilver | Per Knudsen Tom Henriksen Niels Baldur      | Nicole Simpson Maryann Richardson Beverley Taylor |
| Brons  | Michael Peart Simon Tarplee Chris White     | Sylviane Lambelet Rita Riedo Karin Probst         |